# L'invulnerabile (raccolta)
L'invulnerabile (titolo originale Three for the Chair) è un volume di Rex Stout che raccoglie tre romanzi brevi con protagonista Nero Wolfe, e pubblicato per la prima volta negli Stati Uniti nel 1957 presso Viking Press.

## Contenuto
- Il caso Fyfe (1956)
- L'invulnerabile (1955)
- Nero Wolfe e il "suo" cadavere (1956)

## Edizioni in italiano
- Rex Stout, 9: L'invulnerabile, Il caso Fyfe, Nero Wolfe e il suo cadavere,  trad. di Hilia Brinis, Laura Grimaldi, A. Mondadori, Milano 1983 (Fa parte di: I romanzi brevi di Rex Stout)